# حديقة هلسنكي المركزية

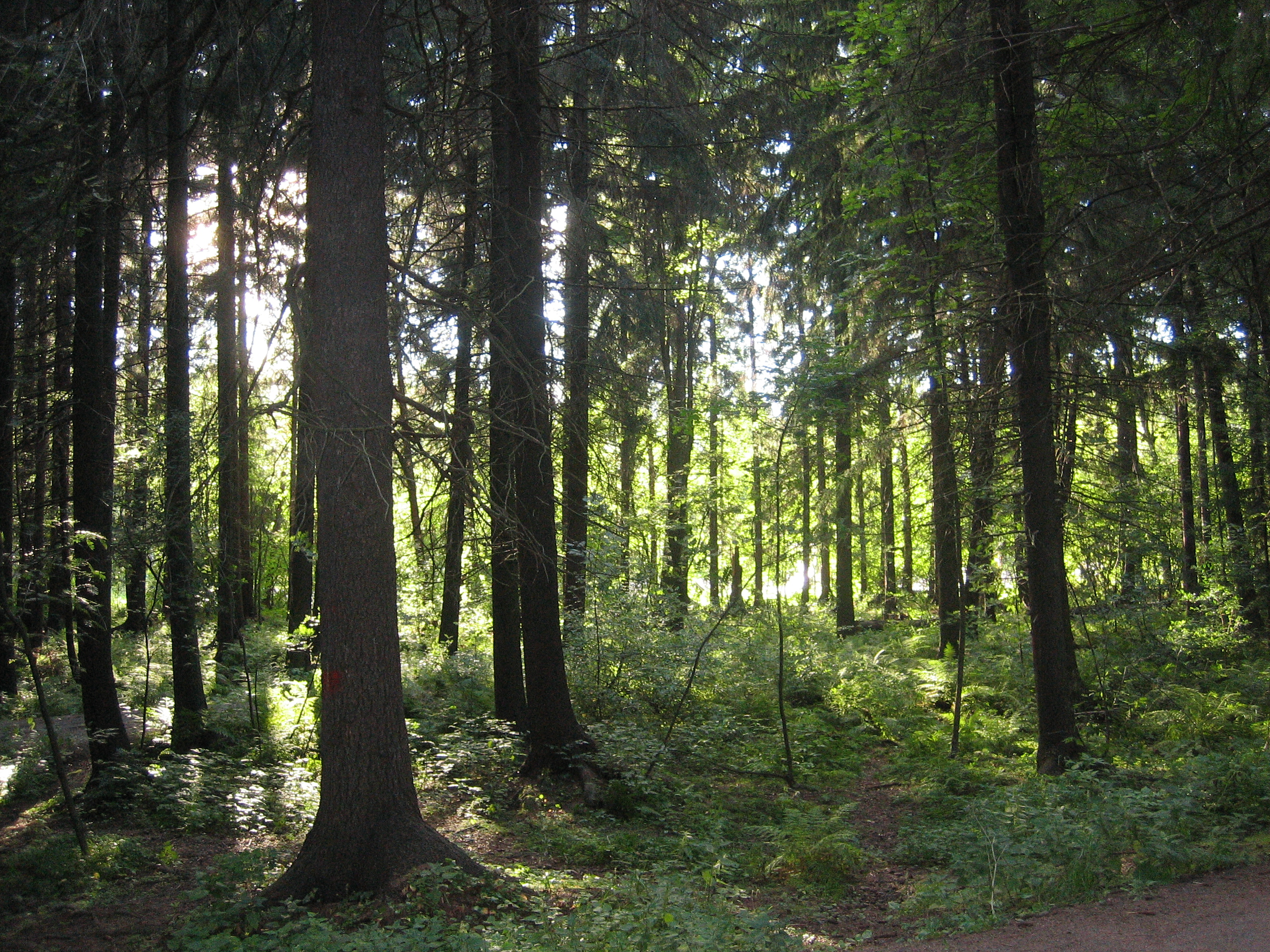
حديقة هلسنكي المركزية في الصيف.

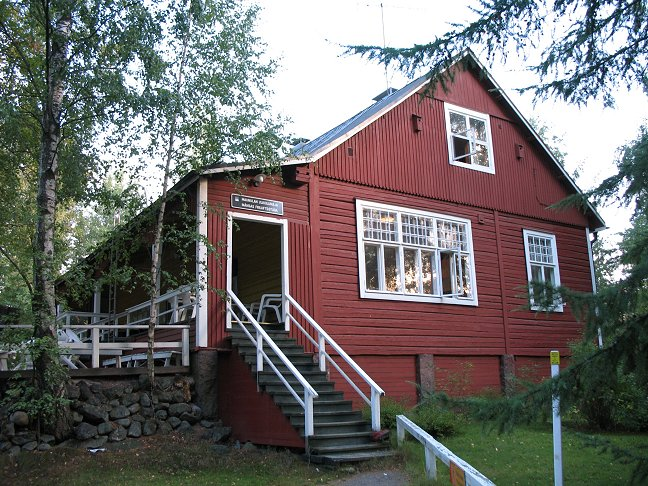
Maunulan maja, in the middle part of the park, has a café and a sauna.

حديقة هلسنكي المركزية (بالفنلندية: Helsingin keskuspuisto، بالسويدية: Helsingfors centralpark) حديقة في العاصمة الفنلندية هلسنكي. تبلغ مساحتها 10 كيلومترات مربعة. وتمتد الحديقة 10 كيلومترات من خليج تولونلهتي في الجنوب إلى الحدود بين هلسنكي وفانتا في الشمال.
الحديقة ليست أرضاً تم تحويلها إلى حديقة بل إنها تتألف في معظمها من غابات خفيفة الإدارة تتقاطع فيها ممرات حصوية.
غابة بالوهينا، هي امتداد شمالي للحديقة، ومركز هلسنكي الرئيسي لأنشطة الهواء الطلق.

## التاريخ
المعماري بيرتل يونج أول من اقترح فكرة الحديقة المركزية في هلسنكي في عام 1911. بيد أن الاقتراح الأولي لم يكن يغطي سوى ما هو الآن أقصى جزء جنوبي من الحديقة، إلى جانب مناطق هي حاليا ليست جزءاً من الحديقة المركزية، كتلك الموجودة في كايسانييمي.
تم التصديق على المخطط الرئيسي للحديقة المركزية في عام 1978. وُضع مخطط عام لهلسنكي حيز التنفيذ منذ عام 2002.

## وصلات خارجية
- صفحات مدينة هلسنكي الرسمية عن الحديقة المركزية